# Above & Beyond
Above & Beyond là một nhóm trance tiến bộ người Anh gồm các thành viên Jono Grant, Tony McGuinness, và Paavo Siljamäki. Được thành lập vào năm 2000, họ là chủ sở hữu của London dựa trên nhãn nhạc dance điện tử Anjunabeats và Anjunadeep, và cũng chủ trì một chương trình phát thanh hàng tuần mang tên Group Therapy Radio. Bộ ba đã được xếp hạng nhất quán giữa các DJ Magazine's Top 100 DJs Poll, đã được đặt ở vị trí thứ 4 trong năm 2008 & 2009, # 5 trong năm 2010 và 2011, và gần đây nhất tại # 29 năm 2015.

## Lịch sử

### Sự Hình Thành (1999–2000)
Grant và Siljamäki gặp nhau tại Đại học Westminster. Sau khi phát hiện ra một sự quan tâm lẫn nhau phổ biến cho âm nhạc điện tử, họ quyết định hợp tác trong viết nhạc cùng nhau. Tiếp theo đề nghị của Siljamäki, họ thiết lập các nhãn Anjunabeats trong mùa hè năm 1999 với việc phát hành Độc thân đầu tiên của họ, "Volume One," dưới bí danh Anjunabeats. Ban đầu, các hãng thu âm Anjunabeats được thành lập như là một phương tiện để phát hành nhạc của riêng mình. Kể từ khi mua lại hãng cùng tên bí danh sản xuất của họ, tuy nhiên, họ bắt đầu phát hành âm nhạc dưới tên gọi khác nhau, đáng chú ý nhất là "Dirt Devils" và "Free State."
Sự kết hợp ban đầu của "Volume One," đóng gói với họ "Tease Dub Mix," nhận được sự chú ý ngay lập tức trong các câu lạc bộ khiêu vũ khác nhau và nhanh chóng giành được sự ủng hộ từ các DJ như Pete Tong, Paul Oakenfold, Judge Jules, và Paul van Dyk, sau Grant và Paavo Siljamäki đích thân trao một tấm đồ ăn của bài hát để Paul Oakenfold vào năm 2000 tại now-defunct London nightclub, "Home".
Sau thành công của "Volume One" và một chuỗi các đĩa đơn và bản remix dưới Devils Free State và Dirt của họ làm thay đổi cái tôi, các Giám đốc của Warner Music Group, Tony McGuinness Marketing, đã được cảnh báo về bộ đôi của anh trai, Liam McGuinness. Liam đã mua một thư viện mẫu mà Grant đã tạo ra cho Yamaha, và đã liên lạc với Jono. Sau khi được ủy nhiệm để trộn Chakra của "Home", Tony McGuinness tuyển Grant và Siljamäki để giúp anh ta hoàn thành remix. Khi cả nhóm đang tìm kiếm một tên để sử dụng cho bản remix Chakra của họ, những cảm hứng đến từ một trang web thuộc một huấn luyện viên động lực Mỹ tình cờ có tên Jono Grant. Grant đã có các poster dán vào tường của mình. Các khẩu hiệu được sử dụng bởi các huấn luyện viên là động lực "Above & Beyond," và họ đã quyết định để sử dụng như là tên của họ. Mặc dù nhóm đã tương đối rõ vào thời điểm đó, remix của "Home" Chakra của đã được chọn qua các bản hòa âm bởi Rob Searle và Tilt là hỗn hợp A-bên, và sau lượt bởi Pete Tong trên BBC Radio 1, nó đạt đến số một ở các bảng xếp hạng câu lạc bộ Anh.
Ngoài Above & Beyond của công việc sản xuất, bộ ba cũng thành lập các nhóm nói to tiếng trance OceanLab với Justine Suissa.
Cộng tác viên khác trong giai đoạn đầu của ban nhạc bao gồm Andy Moor và các ca sĩ Carrie Skipper, Ashley Tomberlin, Zoë Johnston, và Richard Bedford.

### Sản xuất sớm và DJ khởi đầu sự nghiệp (2001–2005)
Lãi trong Above & Beyond sớm nổi lên từ các nhãn trance thành lập và bản hòa âm mới được yêu cầu: bộ ba phối lại của Aurora "Ordinary World," Fragma's "Everytime You Need Me," Perpetuous Dreamer's "The Sound of Goodbye," và Adamski's "In the City." Những bài hát phục vụ như là nền tảng cho Above & Beyond của danh tiếng là một trong những giọng ca hàng đầu remixers trance của Vương quốc Anh.
Năm 2001, Above & Beyond sản xuất một kết hợp câu lạc bộ cho các Madonna bài hát "What It Feels Like for a Girl", và cũng phối lại chọn bài hát bằng Delerium, Three Drives, và J-pop họa sĩ Ayumi Hamasaki.
Năm 2002, Above & Beyond làm DJ đầu tiên của họ tại Tokyo biểu diễn cho 8.000 hộp đêm cùng Ferry Corsten và Tiësto. Là fan của họ tăng lên, bộ ba đã bắt đầu để làm cho xuất hiện thường xuyên tại một số lễ hội âm nhạc lớn nhất thế giới và các câu lạc bộ, bao gồm cả Rockness, Glastonbury và Creamfields ở Anh và Amnesia trong Ibiza, Tây Ban Nha.
Năm 2003, Above & Beyond phối Tomcraft của "Loneliness," Motorcycle's "As the Rush Comes," cũng như được hỏi lại bởi Madonna pha trộn "Nobody Knows Me." Các bản hòa âm khác bao gồm Britney Spears' bài hát "Everytime," Dido's "Sand In My Shoes," và Delerium của "Silence."
Above & Beyond's Độc thân "No One On Earth," có tính năng giọng hát của Zoë Johnston, ngay sau đó. Nó được bình chọn Tune của năm 2004 tại Armin van Buuren's trance chương trình phát thanh A State of Trance.

### Tri-Statekỷ nguyên (2006–2009)
Năm 2006, Above & Beyond phát hành album phòng thu đầu tay của họ, Tri-State. DJ Magazine trụ sở tại Anh đã cho album đánh giá năm sao, nói, "Một sự pha trộn của nhịp điệu điện tử kiểu dáng đẹp, kết cấu filmic tươi tốt và lỗi thời viết bài hát. Tri-State là sự ứng nghiệm của bất kỳ điệu hành động cuối cùng album khát vọng: một, có tay nghề, đa dạng chơi dài padding-miễn phí. Trong một từ, "Brilliant. '"
Đĩa đơn từ album bao gồm "Air for Life" với Andy Moor, trong đó giành "Underground Best Dance Track" ở Miami Winter Hội nghị Âm nhạc năm 2006 và được đặt tên là Tune của năm 2005, theo bình chọn của các thính giả của Armin van Buuren's chương trình phát thanh A State of Trance. "Alone Tonight," tính năng Richard Bedford, được đề cử cho tốt nhất theo dõi nhà progressive / trance tại 22 International Dance Music Awards được tổ chức tại Miami 2007 WMC, đạt # 4 trong Singles Phần Lan Quốc gia và # 5 trong bảng xếp hạng âm nhạc Anh. Above & Beyond thực hiện "Alone Tonight" Global Gathering 2005 phát sóng trực tiếp trên Radio One tại Anh. Độc thân "Can't Sleep" đã được đưa vào A State of Trance trong tập phim 280, trong đó đặc trưng ở vị trí # 3 trên 20 bài hát hay nhất của năm 2006, theo các fan bình chọn trong cuộc thăm dò của nó. "Good for Me," tính năng Zoë Johnston, cũng được bình chọn Tune của năm vào năm 2006 trên Van Buuren's A State of Trance. Trong năm 2008, Above & Beyond thắng "Underground Best Dance Track" tại IDMA thưởng tại Hội nghị Âm nhạc mùa đông với ca khúc "Home".
Ngày 31 Tháng 12 2007, Above & Beyond không chính thức tổ chức chương trình lớn nhất từ trước đến nay trên bãi biển Barra, Rio de Janeiro, nơi họ báo cáo là chơi đến khoảng một triệu người.
Trong năm 2009, Above & Beyond thực hiện tại buổi ra mắt chính thức của Virgin Galactic's SpaceShipTwo. Các sự kiện đã diễn ra trong Mojave Desert và được tổ chức bởi Sir Richard Branson và tham dự của Arnold Schwarzenegger. Việc thực hiện được đảm bảo sau khi Above & Beyond của Buzz Aldrin-lấy mẫu theo dõi câu lạc bộ "Buzz" đã được chọn bởi Virgin để soundtrack ra mắt của tàu vũ trụ riêng của mình. 

### Group Therapykỷ nguyên (2010–2014)

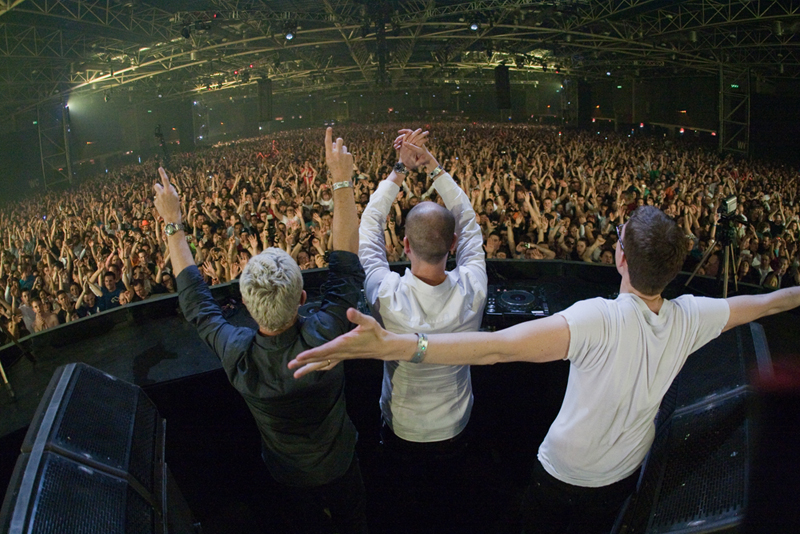
Above & Beyond tại Trance Energy, 2010.

Bài hát đầu tiên được nghe từ album phòng thu thứ hai Above & Beyond của, Group Therapy là "Thing Called Love" giọng hát tính năng từ Richard Bedford và là đặc trưng trong Anjunabeats Khối lượng album 8 biên soạn phát hành vào ngày 19 Tháng Bảy năm 2010. Sau nhiều tháng bằng văn bản, lọc, và hoàn thiện, Above & Beyond của album phòng thu thứ hai cực kỳ mong đợi "Group Therapy" đã được phát hành cho sự hoan nghênh rộng rãi trên 06 tháng 6 năm 2011. Nhấn # một trong bảng xếp hạng iTunes Dance Album, album đã được cũng cực kỳ được đón nhận bởi các tạp chí âm nhạc khiêu vũ. DJ Magazine đặt ba thành viên của Above & Beyond trên trang bìa của số tháng của họ, miêu tả họ như những "tập DJ / sản xuất lớn nhất của Vương quốc Anh đã từng được sản xuất." Mixmag ca ngợi những album như "Nghệ sĩ Album của năm." Album bao gồm những khoảnh khắc downtempo, như việc mở đường cổ điển piano-ảnh hưởng "Flimic" và phản xạ "Only a Few Things," có tính năng Zoë Johnston, cũng như các bài hát uptempo nhiều câu lạc bộ như "Sun & Moon," "Thing Called Love," và "Prelude." Tất cả các bài hát được viết và sản xuất bởi Above & Beyond, với Richard Bedford cung cấp các giọng nam trong suốt album và Zoë Johnston cung cấp các giọng ca nữ.
Đĩa đơn đầu tiên, "Sun & Moon" đặc trưng giọng hát từ Richard Bedford, đã trở thành một yêu thích của BBC Radio 1 cá tính Vernon Kay và kết thúc lên trên B-Danh sách của nhà ga, một thành tích mà cũng đã được theo sau bởi Độc thân thứ hai của họ, "Thing Called Love," mà cũng có Richard Bedford. Mỗi bản phát hành single từ album đã được kèm theo một "Above & Beyond Club Mix", mà thông thường phải mất bản chất của bài hát gốc và làm lại nó cho cao điểm thời gian Above & Beyond của bộ DJ, thêm trance và nhà âm nhạc progressive truyền thống hơn.
Trong năm 2012, Above & Beyond bắt tay vào việc Group Therapy World Tour, chương trình biểu diễn bán ra tại một số địa điểm và các câu lạc bộ trên khắp Bắc Mỹ, châu Âu, châu Á và Úc. Nhóm này cũng xuất hiện lần đầu ở Hawaii, biểu diễn tại Kaka’ako Waterfront Park in Honolulu. Vào tháng 8 năm 2012, Above & Beyond xăm trên trang bìa của Mixmag, và thực hiện một thiết lập trực tiếp tại trụ sở Mixmag cùng với Mat Zo. Tập 2 giờ sau đó đã được phát hành như là một nhãn showcase trộn độc quyền mang tên United Colours of Anjunabeats.
Trong năm 2013, Above & Beyond tiếp tục tiêu đề và biểu diễn tại một số lễ hội ca múa nhạc, bao gồm cả Ultra Music Festival, Electric Daisy Carnival, Electric Forest, Tomorrowland và Stereosonic. Nhóm cũng thực hiện chương trình đầu tiên của họ tại acoustic Porchester Hall ở London và The Greek Theater ở Los Angeles, tính năng Zoë Johnston, Alex Vargas và Annie Drury, trong số khách mời đặc biệt khác như Skrillex. Ngày 26 tháng 10 năm 2013, Above & Beyond tổ Episode 050 của Group Therapy Radio (radio thứ 500 của họ cho thấy tổng thể) tại Alexandra Palace ở London với 6 giờ phát sóng trực tiếp.
Ngày 18 tháng 10 năm 2014, Above & Beyond tổ Episode 100 Group Therapy Radio tại Madison Square Garden tại thành phố New York với một phát sóng trực tiếp.  Ilan Bluestone mở chương trình và đã được theo sau bởi Andrew Bayer và Mat Zo, tương ứng. Above & Beyond đã lên sân khấu và biểu diễn tại sau 2 giờ tập. Trong tập họ ra mắt album nhạc mới của mình lên và sắp tới "We Are All We Need".  Ngày hôm trước, 17 tháng 10 năm 2014, Above & Beyond đã ra mắt video mới cho ca khúc chủ đề tắt của "We Are All We Need" trong Time Square. Họ suýt bị bắt khi nào, sau khi mời người hâm mộ để đi ra và xem các video, hàng trăm hóa ra lũ lượt. Cảnh sát trên lưng ngựa đã được triệu tập đến vị trí, như giao thông đã bắt đầu trở nên bị chặn.

### AcousticvàWe Are All We Need(2014–nay)
Sau khi chương trình âm thanh ở London và Los Angeles, Above & Beyond thế giới công chiếu bộ phim buổi hòa nhạc Live From Porchester Hall vào ngày 24 tháng 1 năm 2014. Các album phòng thu, Acoustic, được phát hành vào ngày 28 Tháng 1 năm 2014:
"Các dự án acoustic là một kết nối lại với các nhạc sĩ mà chúng tôi trước khi chúng tôi gặp nhau... các bài hát đã được trên một hành trình thú vị để có được ở đây bởi vì chúng ta có xu hướng viết một cách khá âm thanh nào. Chúng tôi không chỉ dính một chút của giọng hát trong một ca khúc khiêu vũ -.. mà không phải là cách chúng tôi làm việc chúng tôi cố gắng để bắt đầu với một bài hát và nó thường là chỉ sau đó xuống dòng mà chúng tôi đưa một số yếu tố từ bài hát đó và tiến chúng thành một phiên bản sàn nhảy thân thiện hơn "— Tony McGuinness

Một phiên bản đặc biệt của Acoustic cũng đã được phát hành, có chứa một đĩa DVD của bộ phim hòa nhạc ở London, một tạp chí chụp ảnh, và ký kết luận từ các thành viên của ban nhạc. Một nền báo chí phiên bản giới hạn vinyl đôi được phát hành vào ngày 17 tháng 3 năm 2014.

Trong chương trình âm thanh của họ tại Porchester Hall, Above & Beyond thông báo rằng album nghệ sĩ thứ ba của họ sẽ được phát hành vào năm 2014. ca sĩ Alex Vargas và Justine Suissa đã được xác nhận là cộng tác viên trên chất liệu mới.

Ngày 14 Tháng Mười, 2014, Above & Beyond công bố album nghệ sĩ thứ ba của họ We Are All We Need, phát hành vào ngày 19 Tháng 1 năm 2015 (20 Tháng 1 năm 2015 cho Mỹ & Canada).

## Chương Trình Phát Thanh
Above & Beyond đã sản xuất một số chương trình phát thanh từ năm 2004, bao gồm cả Anjunabeats Worldwide.

### Trance Around The World(2004–2012)
Trance Around the World là một chương trình phát thanh hàng tuần bao gồm một số tổng cộng 450 tập phim từ năm 2004 đến năm 2012. Nó đã đạt được một khán giả 30 triệu thính giả ở 35 quốc gia hàng tuần, làm cho nó một trong những đài phát thanh nghe nhất để cho thấy trên thế giới. TATW cũng phục vụ như là một nền tảng để thúc đẩy các nghệ sĩ mới vào Above & Beyond của nhãn Anjunabeats nổi tiếng. Đã có tập đặc biệt khác nhau của TATW, bao gồm cả trực tiếp Above & Beyond đặt từ các lễ hội và sự kiện quan trọng phát thanh từng hồi, như Episode 400, được cử hành trong tháng 11 năm 2011 tại Beirut, Liban. Trance Around the World kết thúc phát sóng chín năm của mình vào tháng 10 năm 2012, kỷ niệm tập 450 Bangalore, India.

### Group Therapy Radio(2012 – hiện nay)
Ngày 5 tháng 11 năm 2012, Above & Beyond công bố sự ra mắt của Group Therapy Radio, kế đến Trance Around the World. Tập 001 được phát sóng đồng thời trong quá trình Trance Around the World, Tập 450. ABGT 100 Lưu trữ ngày 1 tháng 1 năm 2016 tại Wayback Machine đã diễn ra tại Madison Square Garden ở New York. Ngày 26 tháng 9 năm 2015, Above & Beyond nhận xét các tập thứ 150 của Group Therapy Radio thông qua sự kiện MainStage của họ tại Sydney, Úc.

### Xuất hiện vô tuyến điện khác
Từ năm 2004, Above & Beyond đã xuất hiện nhiều lần trên Essential Mix BBC Radio 1. Năm 2004 và 2011, Hỗn hợp khách của họ được bình chọn là Essential Mix of The Year. Ngày 24 tháng 1 năm 2014, nhóm đã được giới thiệu vào Pete Tong's Hall of Fame. Họ là những nghệ sĩ duy nhất có bao giờ giành Mix khái quát của năm hai lần.

## Danh sách đĩa nhạc
- Tri-State (2006)
- Group Therapy (2011)
- Acoustic (2014)
- We Are All We Need (2015)
- Acoustic II (2016)
- Common Ground (2018)

## Các giải thưởng và đề cử
Danh sách giải thưởng và đề cử nhận được Above & Beyond.

### A State of Trance
| Ngày | Làm việc đề cử                                                      | thể loại          | kết quả   |
| ---- | ------------------------------------------------------------------- | ----------------- | --------- |
| 2004 | "No One On Earth" (Gabriel & Dresden Vocal Mix) (feat.Zoë Johnston) | điệu nhạc của năm | Đoạt giải |
| 2005 | "Air for Life" (Original Mix) (feat.Andy Moor)                      | điệu nhạc của năm | Đoạt giải |
| 2006 | "Good for Me" (Club Mix) (feat.Zoë Johnston)                        | điệu nhạc của năm | Đoạt giải |

### BBC Radio
| Ngày | Làm việc đề cử | thể loại                   | kết quả   |
| ---- | -------------- | -------------------------- | --------- |
| 2004 | Above & Beyond | Cần thiết pha trộn của năm | Đoạt giải |
| 2011 | Above & Beyond | Cần thiết pha trộn của năm | Đoạt giải |

### Beatport Music Awards
| Ngày | Làm việc đề cử | thể loại                | Result |
| ---- | -------------- | ----------------------- | ------ |
| 2009 | Above & Beyond | Nghệ sĩ Trance tốt nhất | Đề cử  |
| 2010 | Above & Beyond | Nghệ sĩ Trance tốt nhất | Đề cử  |
| 2014 | Anjunabeats    | Thương hiệu năm         | Đề cử  |

### DJ Awards (Ibiza)
| Ngày | Làm việc đề cử | thể loại | kết quả |
| ---- | -------------- | -------- | ------- |
| 2007 | Above & Beyond | Trance   | Đề cử   |
| 2008 | Above & Beyond | Trance   | Đề cử   |
| 2009 | Above & Beyond | Trance   | Đề cử   |
| 2010 | Above & Beyond | Trance   | Đề cử   |
| 2012 | Above & Beyond | Trance   | Đề cử   |
| 2013 | Above & Beyond | Trance   | Đề cử   |

### DJ Magazine Top 100 Poll
| Ngày | DJ đề cử       | thể loại    | kết quả     |
| ---- | -------------- | ----------- | ----------- |
| 2004 | Above & Beyond | Top 100 DJs | #39 (Debut) |
| 2005 | Above & Beyond | Top 100 DJs | #19         |
| 2006 | Above & Beyond | Top 100 DJs | #9          |
| 2007 | Above & Beyond | Top 100 DJs | #6          |
| 2008 | Above & Beyond | Top 100 DJs | #4          |
| 2009 | Above & Beyond | Top 100 DJs | #4          |
| 2010 | Above & Beyond | Top 100 DJs | #5          |
| 2011 | Above & Beyond | Top 100 DJs | #5          |
| 2012 | Above & Beyond | Top 100 DJs | #8          |
| 2013 | Above & Beyond | Top 100 DJs | #17         |
| 2014 | Above & Beyond | Top 100 DJs | #25         |
| 2015 | Above & Beyond | Top 100 DJs | #29         |

### Grammy Awards
| Ngày | Làm việc đề cử                           | thể loại                 | kết quả      |
| ---- | ---------------------------------------- | ------------------------ | ------------ |
| 2016 | "We're All we Need" (feat. Zoë Johnston) | Ghi âm khiêu vũ tốt nhất | Chưa công bố |

### International Dance Music Awards
| Ngày | Làm việc đề cử                                 | thể loại                                          | kết quả   |
| ---- | ---------------------------------------------- | ------------------------------------------------- | --------- |
| 2005 | "No One On Earth" (feat.Zoë Johnston)          | Tốt Hi-NRG/Châu Âu đường ray                      | Đề cử     |
| 2005 | Above & Beyond                                 | Best Remixer                                      | Đề cử     |
| 2005 | Above & Beyond                                 | Tốt Nhảy Họa sĩ Nhóm                              | Đề cử     |
| 2006 | "Air for Life" (with Andy Moor)                | Tốt ngầm Vũ Theo dõi                              | Đoạt giải |
| 2006 | "Air for Life" (with Andy Moor)                | Tốt Progressive House / Trance dõi                | Đề cử     |
| 2006 | Above & Beyond                                 | Ortofon sắc nhất châu Âu DJ                       | Đề cử     |
| 2006 | Anjunabeats Volume 3                           | Tốt Đầy Chiều dài DJ Pha trộn CD                  | Đề cử     |
| 2006 | Anjunabeats                                    | Tốt Khiêu vũ Ghi toàn cầu Nhãn                    | Đề cử     |
| 2007 | "Alone Tonight" (feat.Richard Bedford)         | Tốt Progressive House / Trance dõi                | Đề cử     |
| 2007 | Above & Beyond                                 | Nhà sản xuất tốt nhất                             | Đề cử     |
| 2007 | Anjunabeats Worldwide Volume 1                 | biên soạn CD tốt nhất                             | Đề cử     |
| 2008 | "Home" (feat.Hannah Thomas)                    | Tốt ngầm Vũ Theo dõi                              | Đoạt giải |
| 2008 | Anjunabeats Volume 5                           | Tốt Đầy Chiều dài DJ Pha trộn                     | Đề cử     |
| 2008 | Above & Beyond                                 | Nhà sản xuất tốt nhất                             | Đề cử     |
| 2008 | Above & Beyond                                 | Tốt Họa sĩ (Nhóm)                                 | Đề cử     |
| 2009 | Above & Beyond                                 | DJ tốt nhất châu Âu                               | Đề cử     |
| 2009 | Above & Beyond                                 | DJ xuất sắc toàn cầu                              | Đề cử     |
| 2009 | Above & Beyond                                 | Nhà sản xuất tốt nhất                             | Đề cử     |
| 2009 | Above & Beyond                                 | Tốt Họa sĩ (Nhóm)                                 | Đề cử     |
| 2009 | Above & Beyond (for Trance Around the World)   | Tốt Radio Trộn Hiện DJ                            | Đề cử     |
| 2009 | Anjunabeats Volume 6                           | Tốt Đầy Chiều dài DJ Pha trộn                     | Đề cử     |
| 2009 | Trance Around the World                        | Tốt Podcast                                       | Đề cử     |
| 2009 | Anjunabeats                                    | Tốt Ghi toàn cầu Nhãn                             | Đề cử     |
| 2010 | "On a Good Day" (Above & Beyond pres.OceanLab) | Tốt Hi-NRG/Châu Âu đường ray                      | Đề cử     |
| 2010 | "On a Good Day" (Above & Beyond pres.OceanLab) | Tốt Trance dõi                                    | Đề cử     |
| 2010 | Above & Beyond                                 | DJ tốt nhất châu Âu                               | Đề cử     |
| 2010 | Above & Beyond                                 | DJ xuất sắc toàn cầu                              | Đề cử     |
| 2010 | Above & Beyond                                 | Nhà sản xuất tốt nhất                             | Đề cử     |
| 2010 | Above & Beyond                                 | Tốt Họa sĩ (Nhóm)                                 | Đề cử     |
| 2010 | Above & Beyond (for Trance Around the World)   | Tốt Radio Pha trộn Hiển thị DJ                    | Đề cử     |
| 2010 | Anjunabeats Volume 7                           | Tốt Toàn cầu Ghi lại Nhãn                         | Đề cử     |
| 2010 | Trance Around the World                        | Tốt Podcast                                       | Đề cử     |
| 2010 | Anjunabeats                                    | Tốt Toàn cầu Ghi lại Nhãn                         | Đề cử     |
| 2011 | Above & Beyond                                 | DJ tốt nhất châu Âu                               | Đề cử     |
| 2011 | Above & Beyond                                 | Tốt Họa sĩ (Nhóm)                                 | Đề cử     |
| 2011 | Above & Beyond (for Trance Around the World)   | Tốt Radio Pha trộn Hiển thị DJ                    | Đề cử     |
| 2011 | Anjunabeats Volume 8                           | Biên soạn tốt nhất hoặc Đầy Chiều dài DJ Pha trộn | Đề cử     |
| 2011 | Trance Around the World                        | Tốt Podcast                                       | Đề cử     |
| 2012 | Above & Beyond                                 | DJ tốt nhất châu Âu                               | Đề cử     |
| 2012 | Above & Beyond                                 | Tốt Họa sĩ (Nhóm)                                 | Đề cử     |
| 2012 | "Sun & Moon" (feat.Richard Bedford)            | Tốt Trance đường ray                              | Đề cử     |
| 2012 | Above & Beyond (vì Trance Around the World)    | Tốt Radio Pha trộn Hiển thị DJ                    | Đề cử     |
| 2012 | Anjunabeats                                    | Tốt Toàn cầu Ghi lại Nhãn                         | Đề cử     |
| 2013 | Above & Beyond                                 | DJ tốt nhất châu Âu                               | Đề cử     |
| 2014 | Above & Beyond                                 | Tốt Họa sĩ (Nhóm)                                 | Đề cử     |
| 2014 | Above & Beyond                                 | Tốt Trance DJ                                     | Đề cử     |
| 2014 | "Walter White"                                 | Tốt Trance đường ray                              | Đề cử     |
| 2014 | Above & Beyond (for Group Therapy Radio)       | Tốt podcast hoặc là Radio Pha trộn hiển thị DJ    | Đề cử     |
| 2014 | Anjunabeats Volume 10                          | Biên soạn tốt nhất hoặc Đầy Chiều dài DJ Pha trộn | Đề cử     |
| 2015 | Above & Beyond                                 | Tốt Trance DJ                                     | Đề cử     |
| 2015 | Anjunabeats                                    | Nhãn tốt nhất ghi toàn cầu                        | Đề cử     |

### Mixmag
| Ngày | hành động đề cử | thể loại                                | kết quả |
| ---- | --------------- | --------------------------------------- | ------- |
| 2012 | Above & Beyond  | Luật Khiêu vũ lớn nhất của mọi thời đại | #19     |